# Ectatoderus feai
Ectatoderus feai är en insektsart som beskrevs av Lucien Chopard 1917. Ectatoderus feai ingår i släktet Ectatoderus och familjen Mogoplistidae. Inga underarter finns listade i Catalogue of Life.